# إنترلوكين 17د
إنترلوكين 17D (بالإنجليزية: Interleukin 17D) هو بروتين بشري وأحد أفراد مجموعة إنترلوكين 17.
يعتبر الإنترلوكين 17Dأو ما يعرف اختصارا ب IL-17D أحد السيتوكينات الجديدة في عائلة إنترلوكين17 أو IL-17 الذي لم يتم البحث عنه على نطاق واسع. وقد أشار تقرير حديث إلى أنه يتم إفرازه بشكل كبير بواسطة خلايا الورم الليفي الساركومي؛ بالإضافة إلى ذلك، فإن التعبير غير الطبيعي عنه في الخلايا السرطانية يجند الخلايا القاتلة الطبيعية من خلال إنتاج CCL2 للخلايا البطانية. فيتم تنظيم IL-17D بشكل إيجابي بواسطة Nrf2، ويتم قمع التعبير عنه في السرطان المتقدم. ومع ذلك، فإن دور IL-17D الداخلي في المناعة لا يزال غير مفهوم بشكل جيد.

## عائلة السيتوكينات IL-17
ترتبط عائلة السيتوكينات IL-17، التي تم تحديدها مؤخرًا نسبيًا، ارتباطًا وثيقًا بدفاع المضيف والاستجابة المناعية. حيث يلعب كل سيتوكين في هذه العائلة وظيفة فريدة من نوعها وغير زائدة عن الحد المطلوب في انتشار العدوى والمناعة الذاتية و السرطانات. IL-17A، أول عضو تم تحديده في عائلة السيتوكينات IL-17، له وظيفة حاسمة تتمثل في تعزيز تجنيد العدلات أثناء العدوى البكتيرية و الفطرية. و مع ذلك، فإن الإنتاج المستمر لـ IL-17A وبروتينه المماثل، IL-17F، اللذين تنتجهما خلايا CD4 T المناعية التكيفية يعززان التهاب الأنسجة. لقد أثبت مؤخرًا أن IL-17C ضروري لتعزيز المناعة الذاتية والحفاظ على سلامة الحاجز المخاطي. إضافة إلى ذلك، فهو يساهم أيضًا في تعزيز الالتهاب الظهاري و دفاع المضيف أثناء العدوى المعوية القولونية. إن IL-17E أو (IL-25)، الذي يعزز الالتهاب التحسسي، يتوسط كدفاع قوي للمضيف أثناء العدوى الطفيلية والفطرية. لذلك، تشير الأدلة المتراكمة إلى أن أعضاء عائلة السيتوكينات IL-17 مطلوبة للدفاع عن المضيف أثناء العدوى.

## تنظيم المناعة الوقائية
لفهم أدوار IL-17D بشكل أكبر في حالات الالتهاب ودفاع المضيف، قامت تجربة بفحص الحيوانات التي تعاني من نقص IL-17D في حالة مستقرة وأثناء الالتهاب. بينما كان IL-17D زائدًا عن الحاجة في العديد من نماذج الالتهاب الحاد والمزمن، كانت الفئران التي تعاني من نقص IL-17D مقاومة لعدوى الليستيريا مع زيادة استجابة الخلايا التائية السامة CD8 مقارنة بالفئران البرية. كما لوحظ انخفاض عبء مسبب المرض/مسببات الأمراض في الفئران التي تعاني من نقص IL-17D بعد الإصابة بفيروس الإنفلونزا A. مما يعني أن IL-17D قمع نشاط الخلايا الشجيرية (DCs) المعزولة من الفئران المصابة بالليستيريا، مما أدى إلى قمع الخلايا التائية CD8. لقد أظهرنا أيضًا أن IL-17D من الحيز غير المكون للدم يمارس دورًا ممرضًا وأن تعبير IL-17D مكبوت في أنسجة الكبد المصابة. تشير هذه النتائج إلى أن IL-17D هو عضو فريد من نوعه في عائلة IL-17 الذي ينظم المناعة الوقائية أثناء الإصابة بالبكتيريا داخل الخلايا و العدوى الفيروسية عن طريق تنظيم خلايا CD8 T.

## تقييم عدوى المكورات العقدية المجموعة1
على الرغم من أن العدوى البكتيرية يمكن أن تحفز IL-17D في الأسماك و اللافقاريات، إلا أن دور IL-17D الثديي في المناعة المضادة للبكتيريا لم يتم تحديده. في تجارب ميدانية، تمت دراسة العدوى داخل الصفاق في فئران العدوى المكورات العقدية المجموعة 1. و بالمقارنة مع الحيوانات البرية، عانت الفئران التي لديها نقص في IL-17D من انخفاض معدل البقاء على قيد الحياة، وكان لديها فقدان أكبر للوزن، وأظهرت زيادة في العبء البكتيري في الكلى والتجويف البريتوني. في الحيوانات البرية، تم تحريض نسخة IL-17D عن طريق عدوى المجموعة أ و ارتبطت بمستويات متزايدة من الكيموكين CCL2 وزيادة تجنيد العدلات. بناءً عليه، فقد تم اقتراح نموذجًا يمكن للخلايا غير المناعية من خلاله التمييز بين الخلايا المصابة بالعدوى العقدية غير القابلة للحياة و الأخرى القابلة للحياة، والاستجابة للأخيرة فقط عن طريق تحفيز إنتاج IL-17D.

## المناعة المضادة للأورام
لقد توصلت دراسة إلى أن IL-17D له أدوار في المناعة المضادة للأورام والفيروسات عن طريق تحريض الكيموكين CCL2 وتجنيد الخلايا القاتلة الطبيعية. بالإضافة إلى ذلك، أظهرت أن IL-17D يحفز بعض المجموعات المتداخلة من الجينات التي تقع أسفل IL-17A بما في ذلك IL-8 وCCL2. في نماذج الأورام التجريبية، كان IL-17D الخارجي أو المعبر عنه في الورم كافيًا للتسبب في تأخير النمو أو رفض الورم. يتم تنظيم IL-17D بواسطة عامل استشعار الإجهاد التأكسدي النووي المشتق من الكريات الحمر 2 (Nrf2)، مما يؤدي إلى تحفيز التعبير عن IL-17D وتجنيد الخلايا المناعية. وبالتالي، فإن الفئران التي تعاني من نقص الإنترلوكين 17Dأكثر عرضة للإصابة بفيروس تضخم الخلايا الفأري (MCMV) والأورام الناجمة عن المواد المسرطنة.

## تنظيم وظيفة الخلايا الليمفاوية الفطرية
عائلة الإنترلوكين (IL)-17، المكونة من ستة أعضاء، تعزز دفاع المضيف ولكنها يمكن أن تعزز في بعض السياقات تطور أمراض المناعة الذاتية. من أجل هذه الغاية قامت دراسة بفحص دور IL-17D، وهو عضو غير مفهوم جيدًا في عائلة IL-17. تم التعبير عن IL-17D في المقام الأول بواسطة الخلايا الظهارية القولونية. كانت مجموعة الفئران التي تعاني من نقص إنترلوكين 17D أكثر عرضة للإصابة بكل من التهاب القولون الحاد و العدوى البكتيرية و سرطان القولون الناجم تجريبياً من نظيراتها من النوع البري. أدى نقص الإنترلوكين إلى ضعف إنتاج IL-22 بواسطة الخلايا الليمفاوية الفطرية من المجموعة 3 (ILC3s) و انخفاض التعبير عن الببتيدات المضادة للميكروبات المعتمدة على IL-22، RegIIIβ و RegIIIγ، في أنسجة القولون في الحالة المستقرة و في التهاب القولون؛ كان هذا مرتبطًا بالتغيرات في التركيب الميكروبي و خلل التوازن الجرثومي. كشفت دراسات تنقية البروتين أن IL-17D لا يرتبط بمستقبلات IL-17 التقليدية، بل يرتبط بـ CD93، وهو جليكوبروتين يتم التعبير عنه على ILC3s الناضجة. فأظهرت الفئران التي تفتقر إلى Cd93 في ILC3s ضعف إنتاج IL-22 و تفاقم الالتهاب القولوني في التجارب. و بالتالي، ينظم محور IL-17D-CD93 وظيفة ILC3 في الحفاظ على التوازن المعوي.